# 史蒂夫·胡克
史蒂夫·胡克（英語：Steve Hooker，1982年7月16日—），澳大利亚男子田径运动员。他曾代表澳大利亚参加2004年、2008年和2012年夏季奥林匹克运动会田径比赛，其中在2008年奥运会获得一枚金牌。